# Winznau
Winznau is een gemeente en plaats in het Zwitserse kanton Solothurn en maakt deel uit van het district Gösgen.

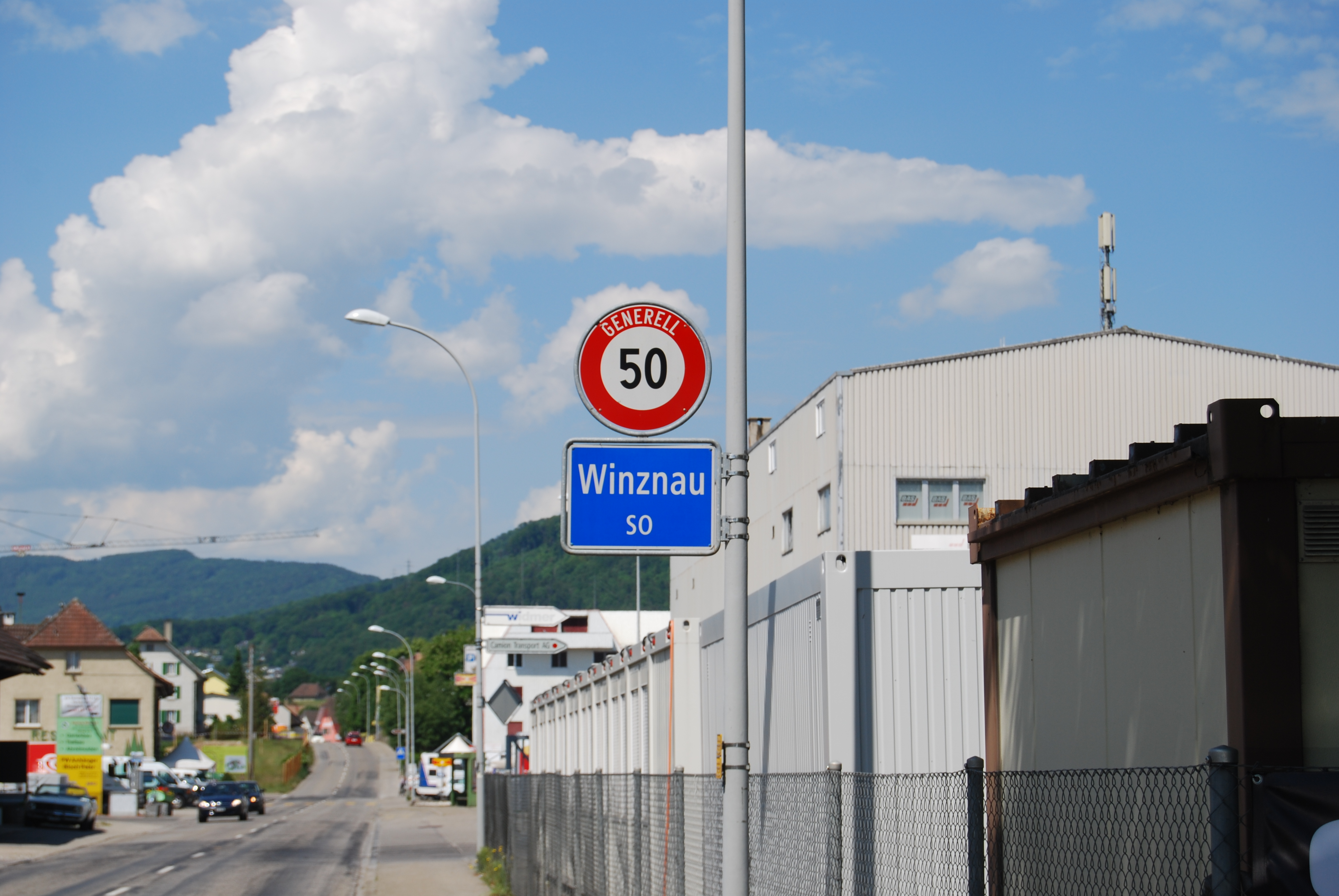
Winznau

Winznau telt 1667 inwoners.